# Écot
Écot ist eine französische Gemeinde mit 497 Einwohnern (Stand: 1. Januar 2022) im Département Doubs in der Region Bourgogne-Franche-Comté.

## Geographie
Écot liegt auf 530 m, etwa elf Kilometer südsüdwestlich der Stadt Montbéliard (Luftlinie). Das Dorf erstreckt sich im nördlichen französischen Jura, auf einer tafeljuraartigen Hochfläche, die vom Doubs in einem großen Bogen umflossen wird, nördlich der Lomontkette.
Die Fläche des 11,02 km² großen Gemeindegebiets umfasst einen Abschnitt des französischen Juras. Der Hauptteil des Gebietes wird von der Hochfläche von Écot eingenommen, die auf durchschnittlich 500 m liegt. Sie ist überwiegend von Acker- und Wiesland bestanden, zeigt aber auch einige größere Waldflächen. Begrenzt wird die Hochfläche im Westen von den Seitentälern des Ruisseau du Bié, im Osten vom Tal Les Combes, dessen oberer Teil mit seinen Seitentälern ebenfalls zu Écot gehört. Die nördliche Abgrenzung verläuft entlang der Waldränder von Bois des Charmes und Les Murgers. Nach Süden erstreckt sich das Gemeindeareal über einen Kamm bis auf die dicht bewaldete Hochfläche von Les Grands Bois, die gegen Süden und Osten steil zu den Tälern von Ranceuse respektive Doubs abfällt. Mit 564 m wird in den Grands Bois die höchste Erhebung von Écot erreicht.
Nachbargemeinden von Écot sind Étouvans und Dampierre-sur-le-Doubs im Norden, Mathay und Bourguignon im Osten, Pont-de-Roide-Vermondans und Rémondans-Vaivre im Süden sowie Villars-sous-Écot im Westen.

## Geschichte
Ausgrabungen belegen, dass bereits im Jahr 1040 eine Kirche in Écot existierte. Im Mittelalter gehörte das Dorf zur Herrschaft Mathay. Zusammen mit der Franche-Comté gelangte es mit dem Frieden von Nimwegen 1678 an Frankreich. 
Während des Zweiten Weltkrieges versammelten sich 1944 die  französischen Partisanen der Résistance und formierten den Maquis d’Écot. Am 8. Juli 1944 um 6.45 Uhr griffen die Deutschen die Maquisards an, die Verluste waren auf beiden Seiten zahlreich. 
Es erinnert ein "Weg der Erinnerung und des Friedens" an diese Zeit, welcher auf 15 verschiedenen Stationen die Geschichte der Widerstandsbewegung dieser Region näher bringt.

## Sehenswürdigkeiten

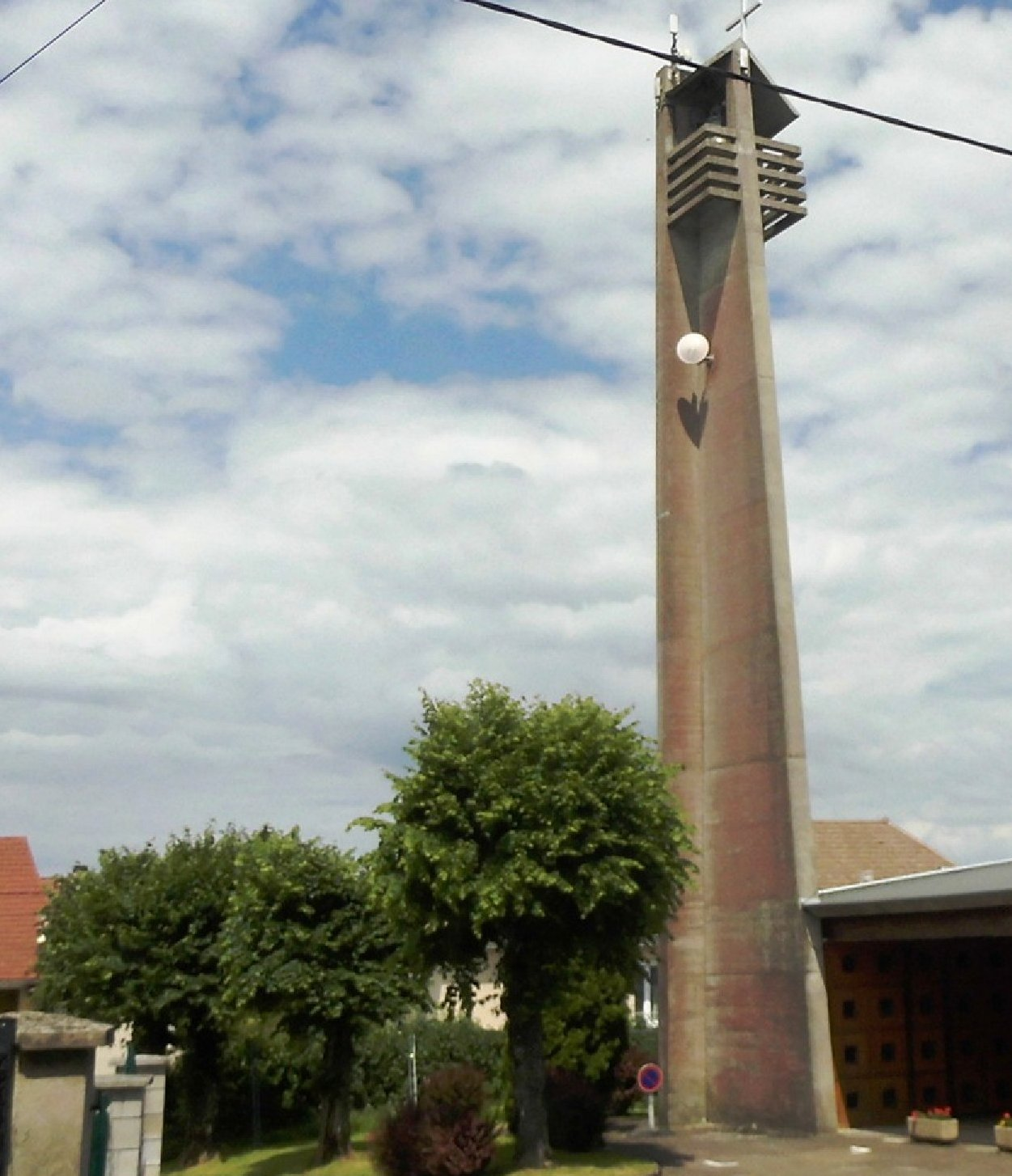
Kirche St. Leodegar

Die heutige Dorfkirche St. Leodegat in Écot wurde im 18. Jahrhundert erbaut. Von 1959 stammt die Kapelle Saint-Blaise. Das Monument de la Résistance comtoise erinnert an die Maquisarden von Écot.

## Bevölkerung
| Jahr                       | 1962 | 1968 | 1975 | 1982 | 1990 | 1999 | 2004 | 2016 |
| Einwohner                  | 214  | 226  | 254  | 363  | 365  | 388  | 408  | 506  |
| Quellen: Cassini und INSEE |      |      |      |      |      |      |      |      |

Mit 497 Einwohnern (Stand 1. Januar 2022) gehört Écot zu den kleinen Gemeinden des Départements Doubs. Nachdem die Einwohnerzahl in der ersten Hälfte des 20. Jahrhunderts deutlich abgenommen hatte (1891 wurden noch 420 Personen gezählt), wurde seit den 1970er Jahren ein markantes Bevölkerungswachstum verzeichnet.

## Wirtschaft und Infrastruktur
Écot war bis weit ins 20. Jahrhundert hinein ein vorwiegend durch die Landwirtschaft (Ackerbau, Obstbau und Viehzucht) und die Forstwirtschaft geprägtes Dorf. Daneben gibt es heute einige Betriebe des lokalen Kleingewerbes. Mittlerweile hat sich das Dorf auch zu einer Wohngemeinde gewandelt. Viele Erwerbstätige sind deshalb Wegpendler, die in den größeren Ortschaften der Umgebung und in der Agglomeration Montbéliard ihrer Arbeit nachgehen.
Die Ortschaft liegt abseits der größeren Durchgangsstraßen an einer Departementsstraße, die von Colombier-Fontaine nach Pont-de-Roide-Vermondans führt. Der nächste Anschluss an die Autobahn A36, welche das Gemeindegebiet durchquert, befindet sich in einer Entfernung von ungefähr sieben Kilometern. Weitere Straßenverbindungen bestehen mit Étouvans, Voujeaucourt und Villars-sous-Écot.